# Poziom wydobywczy

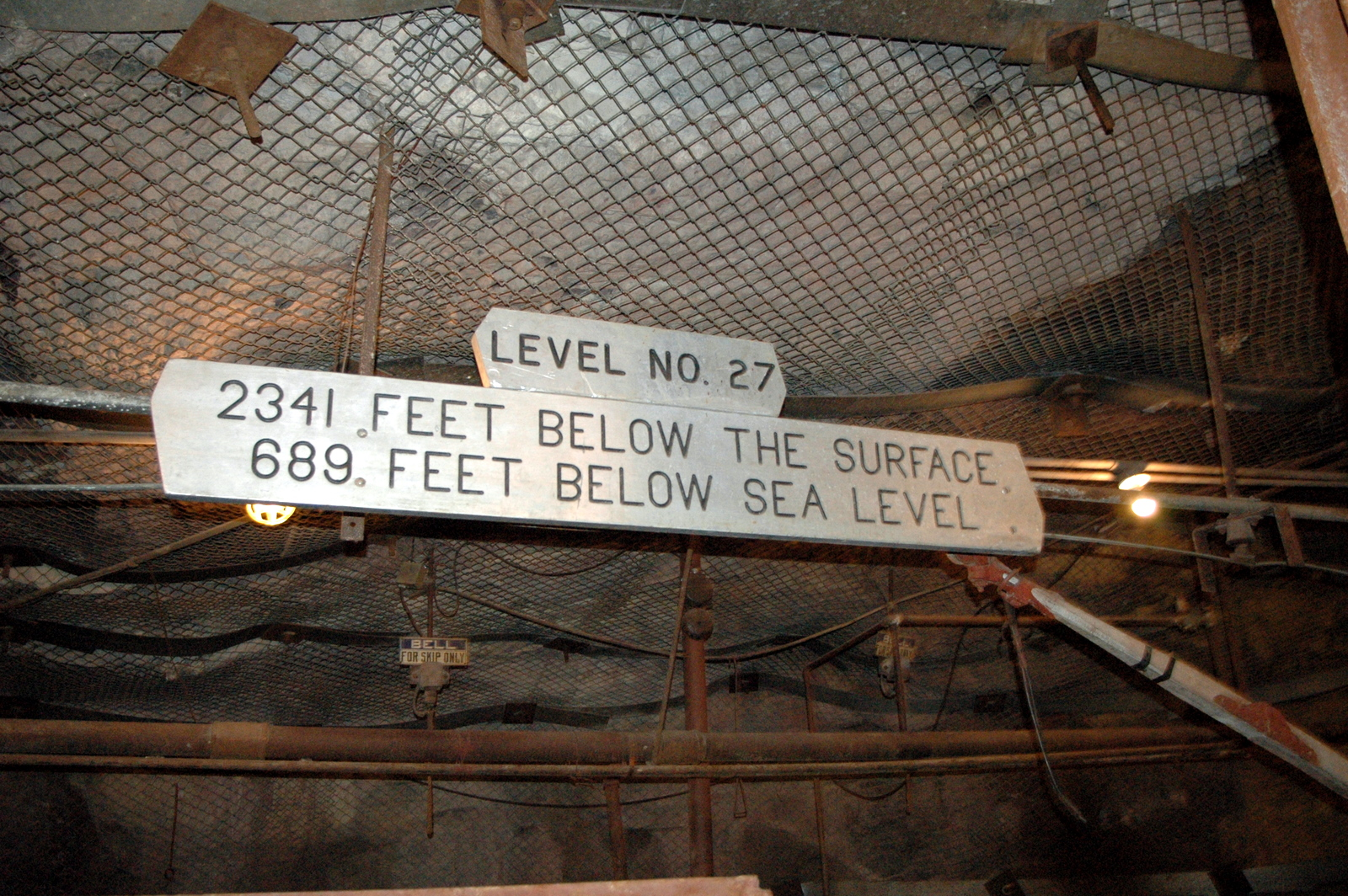
Tablica informująca o 27. poziomie oraz głębokości w kopalni rudy żelaza Soudan, USA

Poziom wydobywczy – część złoża zawarta między dwiema płaszczyznami poziomymi przeprowadzonymi przez główne punkty udostępnienia na danym poziomie. W wyrobiskach zawarte w głównej płaszczyźnie poziomu stanowią tzw. poziom wentylacyjny, a wyrobiska zawarte w dolnej części poziomu stanowią tzw. poziom transportowy.